# 加州石斑魚
加州石斑魚，為輻鰭魚綱鱸形目鱸亞目鮨科的其中一種，分布於東太平洋區，從墨西哥下加利福尼亞半島至秘魯海域，棲息深度5-30公尺，體長可達60公分，生活在岩石底質海域，為底棲性魚類，單獨活動，屬肉食性，以魚類為食，繁殖期在夏季，可做為食用魚。

## 擴展閱讀
維基物種上的相關：加州石斑魚